# Liste des représentants des États-Unis pour le Massachusetts
L'État du Massachusetts dispose de neuf représentants à la Chambre des représentants des États-Unis.

## Délégation au 119econgrès (2025-2027)
| District et Nom | District et Nom | District et Nom  | Début du mandat | Parti     |
| --------------- | --------------- | ---------------- | --------------- | --------- |
| 1               |                 | Richard Neal     | 3 janvier 2013  | Démocrate |
| 2               |                 | Jim McGovern     | 3 janvier 1997  | Démocrate |
| 3               |                 | Lori Trahan      | 3 janvier 2019  | Démocrate |
| 4               |                 | Jake Auchincloss | 3 janvier 2021  | Démocrate |
| 5               |                 | Katherine Clark  | 3 janvier 2013  | Démocrate |
| 6               |                 | Seth Moulton     | 3 janvier 2015  | Démocrate |
| 7               |                 | Ayanna Pressley  | 3 janvier 2019  | Démocrate |
| 8               |                 | Stephen F. Lynch | 3 janvier 2001  | Démocrate |
| 9               |                 | Bill Keating     | 3 janvier 2011  | Démocrate |

### Démographie

#### Parti politique
- neuf démocrates

#### Sexe
- six hommes
- trois femmes

#### Ethnies
- huit Blancs
- une Afro-Américaine